# Ала уд-Дін Муджахід-шах

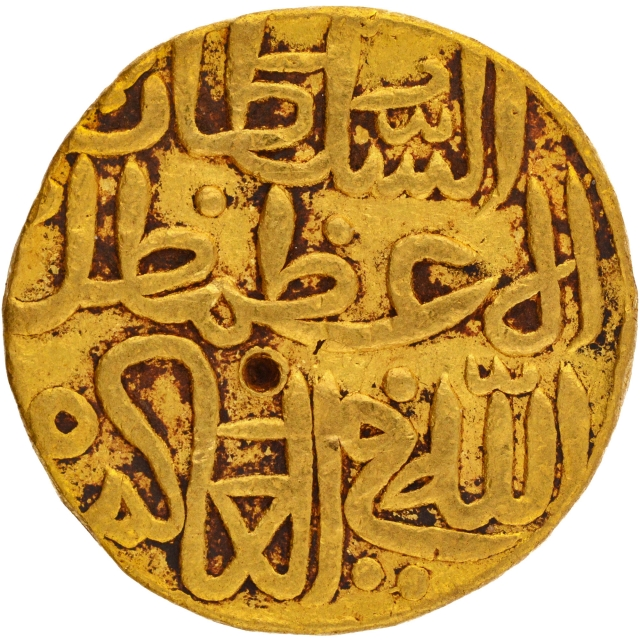
Динар Муджахід-шаха

Ала уд-Дін Муджахід-шах (урду علاء الدین مجاہد شاہ; 1355/1356 — 16 квітня 1378) — 3-й султан держави Бахмані у 1375—1378 роках.

## Життєпис
Син султана Мухаммад-шаха I. Народився 1355 або 1356 року в Гулбаргі. Він був навчений військовому мистецтву і вільно володів перською та тюркською мовами. Також вправно стріляв з лука і вправно володів шаблею. Замолоду під час боротьби зламав ключицю батьківському слузі Мубараку, за що отримав прізвисько Балвант («Сильний»).
1375 року спадкував владу. Негайно став готуватися до війни з Буккараєю I, магараджахіраджею Віджаянагару, намагаючись помститися за поразку 1374 року та повернути долину Райчур. Швидко просунувся до ворожої столиці, яку оточив. Водночас наказав Сафдар-хану Сістані взяти в облогу фортецю Адоні. Протягом 6 місяців Буккарая I дрібними нападати послаблював армію султана. Зрештою пів час потужного штурму столиці Віджаянагару внаслідок припливу втратив перевагу у кінноті й зазнав тяжкої поразки від нового магараджахіраджи Харіхари II. Султан відступив до Адоні, який весь час перебував в облозі. Протягом ще 3 місяців Муджахід-шах штурмував цю фортецю. Прибуття віджаянагарського війська на чолі з Ченнапою Одеяром змінило ситуацію. Підтиском голоду та хвороб султан оголосив про відступ.
По поверненню у фортеці Мудгал в квітні 1378 року через особисту образу його стриєчний брат Дауд-хан спільно з Масуд-ханом, сином Мубарака, вбили султана. Трон перейшов до Дауд-хана.